# Festung Chorizas
Festung Chorizas (griechisch Φρούριο Χόριζας) ist eine fränkische Burgruine in der Korinthia in Griechenland.

## Architektur
Die Burg liegt auf dem höchsten Punkt eines etwa 690 m hohen Berges am Nordrand des Arachneo-Gebirges etwa 2 km nordwestlich des Ortes Agios Ioannis. Eine etwa 200 m lange ovale Ringmauer umgab eine Fläche von etwa 2500 m². Die Burg maß in West-Ost-Richtung etwa 70 m und in Nord-Süd-Richtung etwa 50 m. Die Mauer war 2,40 m dick und ist heute noch 1 bis 2 m hoch erhalten.
Innerhalb der Burg gab es eine kleine, rechteckige Zitadelle von etwa 15 × 10 m Größe. Die Mauer war hier etwa 1,00 m dick. Sowohl die Außenmauer als auch die Zitadellenmauer waren aus grob behauenen Steinen von 0,25 × 0,25 × 0,20 m erbaut. Die Zwischenräume im Mauerwerk wurden mit kleinen Steinchen gefüllt. Diese Mauertechnik wurde auch bei den argolischen Burgen von Tsiristra und Kiparelli angewendet, deren Bau von Otto de la Roche veranlasst worden war. Aus diesem Grund ordnet man die Festung Chorizas auch Otto de la Roche zu. Außerhalb der Burg gab es ein 5,40 × 12,70 m großes Gebäude. Es handelt sich vermutlich um ein Lagerhaus.

## Bedeutung und Geschichte
Die Burg war von strategischer Bedeutung, da man den Osten der Korinthia überblicken konnte und außerdem den Weg durch das Fournias-Tal und somit den Weg von Rito über Angelokastro nach Piada kontrollieren konnte. Dies war vor allem während der Belagerung von Akrokorinth in den Jahren 1205 bis 1209 wichtig, um den Verteidiger Leon Sgouros von der Versorgung abzuschneiden. Nach dieser Zeit wurde sie wahrscheinlich bald aufgegeben.

## Benennung
Der mittelalterliche Name der Burg ist nicht bekannt. Manche Forscher möchten in Festung Chorizas die Burg Mont Escouvé beziehungsweise Montesquieue aus der Chronik von Morea erkennen. So ist überliefert, dass Mont Escouvé auf einem felsigen Berg erbaut war und es unterhalb der Burg eine Höhle gab. Diese beiden Tatsachen treffen auf die Festung Chorizas zu. Man stellte auch in der Burg 3,80 × 3,50 m große Räume an der Innenseite der Außenmauer fest. Möglicherweise handelt es sich hierbei um die überlieferten Bastionen. Die Burg kontrollierte jedoch nicht den Haupteingang von Akrokorinth. Aus diesem Grund halten die meisten Forscher an der Gleichsetzung der Burg Penteskouphi mit Mont Escouvé fest.